# Aztlán
Aztlán (IPA: /aθˈtlan/, secondo la pronuncia spagnola) o Āztlān (IPA: /ˈaːs̪tɬaːn/, secondo la pronuncia nahuatl classica) è la leggendaria terra d'origine degli Aztechi e di tutte le popolazioni di etnia nahua, una tra le più importanti culture mesoamericane.

## Etimologia
Aztēcah, in lingua nahuatl, significa proprio "gente di Aztlán".
L'etimologia della parola Aztlán è incerta. Secondo quanto riportato nella Crónica Mexicayotl, il nome Aztlán deriverebbe dalla parola nahuatl āztatl (composto da ātl, "acqua" unito a iztatl, "sale"), che significa airone (o uccello d'acqua dalle piume bianche), alla quale è stato aggiunto il gruppo suffissale -tlā-n, che deriva nomi di luoghi, col significato di "il posto nelle vicinanze di": Aztlán vorrebbe quindi dire "posto degli aironi". Tuttavia, quest'ultimo è considerato un caso di paretimologia. La derivazione, proposta nella Crónica Mexicayotl, di Aztlán a partire da āztatl, infatti, non è in accordo con le normali regole morfologiche previste dalla grammatica nahuatl, secondo le quali il sostantivo derivato da āztatl per mezzo dei suffissi -tlā-n avrebbe dovuto essere Āztatlān, piuttosto che Āztlān.
È stato anche suggerito che il nome Aztlán potesse significare "il luogo (del) Bianco", a causa della somiglianza a livello fonetico tra questo e la parola āztapiltic, ovvero "qualcosa di estremamente bianco". Anche in questo caso, però, non sembra possibile confermare l'ipotesi, in quanto i due termini, Aztlán e āztapiltic, si segmentano in maniera differente: il primo, come già detto, è analizzabile come āz + -tlā- + -n, mentre il secondo si scinde in ā- (da ātl, "acqua") + -(i)zta- (da iztatl, "sale") + -pil- (da pilli, "figlio, cucciolo di") + -ti- (suffisso che significa "diventare, divenire") + -c (suffisso indicante il nomen agentis). Si tratta nuovamente di un'etimologia che contempla il motivo dell'airone, poiché "il figlio del sale d'acqua" è una metafora che sta a indicare il colore bianco caratteristico del volatile.
Secondo un'altra teoria, Aztlán deriverebbe dal nome del dio Atl, associato all'acqua, e significherebbe "vicino all'acqua". Anche in questo caso, tuttavia, ci si troverebbe di fronte a un'analisi scorretta, che non tiene conto del fatto che la radice del nome ātl è ā- e non āz-, la quale ha una z in più, necessaria per ottenere l'attesa Āztlān.
L'etimologia più rispettosa delle realtà morfologiche della lingua nahuatl è quella proposta da J. R. Andrews, il quale suggerisce che il nome Aztlán possa provenire dal sostantivo āztli, "strumento, utensile" ampliato col complesso suffissale -tlā-n col significato complessivo di "luogo (nelle vicinanze) dell'utensile".

## INahuatlaca

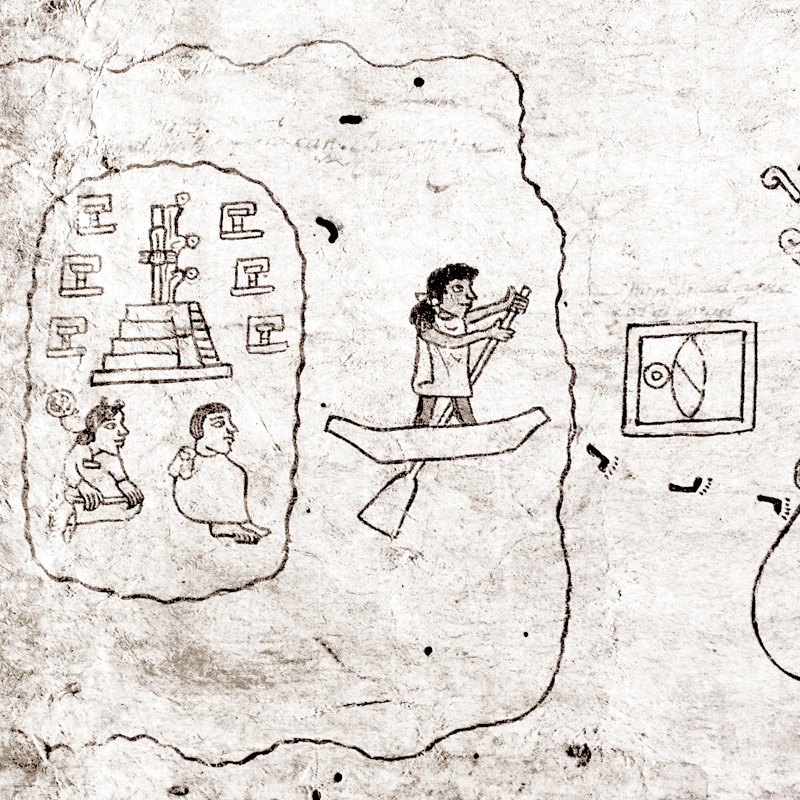
Raffigurazione (XVI sec.) della partenza degli Aztechi da Aztlán.

La leggenda nahua narra di un luogo di nome Chicomoztoc, cioè "posto delle sette caverne", popolato da altrettante tribù:
- Xochimilca
- Tlahuica
- Acolhua
- Tlaxcalan
- Tepanechi
- Chalco
- Aztechi

Insieme, i nahuatlaca ("gente nahuatl") lasciarono le caverne e si stabilirono ad Aztlán.
Ciascuno di questi popoli fonderà poi una propria città-stato nell'attuale territorio del Messico: le più importanti furono Xochimilco, Tlahuica (oggi nello stato di Morelos), Acolhua, Tlaxcala, Huexotzinca (l'odierna Puebla), Azcapotzalco e Matlazinca.
Gli Aztechi furono gli ultimi a emigrare (intorno all'830) e, secondo il mito, impiegarono 302 anni per raggiungere la loro meta. Una volta giunti nella valle di Anáhuac (odierna Valle del Messico), ogni territorio era già stato occupato e furono costretti a deviare il loro percorso verso le sponde del Lago Texcoco. Qui, finalmente, gli apparve il simbolo risolutore della profezia che nel 1325 permise a Tenoch la fondazione di Tenochtitlan.

## Ipotesi sulla collocazione geografica

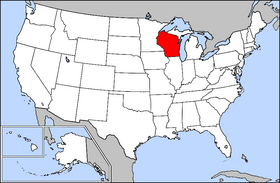
Il Wisconsin (Stati Uniti), dove secondo von Humboldt si sarebbe trovata Aztlán.

Alexander von Humboldt, in base ai suoi studi sulla geografia di Aztlán, propose la collocazione della misteriosa città in una contea a sud del Wisconsin. Nel 1837 una spedizione capeggiata da Nathaniel F. Hyer, un giudice di Milwaukee, raggiunse la località e le diede il nome di Aztalan. Oggi esiste un importante centro archeologico che descrive abbastanza fedelmente usanze e stili di vita delle antiche popolazioni che abitarono il luogo.
Nel 1887 tuttavia l'antropologo messicano Alfredo Chavero dichiarò che Aztlán era in realtà situata sulle coste messicane dell'Oceano Pacifico, nello stato di Nayarit. La sua teoria trovò l'opposizione della comunità scientifica e un discreto consenso popolare. Negli anni ottanta il presidente del Messico José López Portillo rilanciò questa teoria, facendo coincidere Aztlán con l'odierna città di Mexcaltitlan (sempre nel Nayarit). Le sue parole furono considerate un gesto di propaganda politica e vennero bocciate dagli studiosi messicani. Ciononostante, lo stato di Nayarit ha incorporato il simbolo di Aztlán nel proprio stemma, proclamandosi "culla dei messicani".
Alcuni, sulla base dell'assonanza dei nomi e di una somiglianza etimologica, hanno accostato Aztlàn all'Atlantide narrata da Platone. Il Codice Boturini descrive Aztlan come "un'isola in mezzo a una distesa d'acqua". La teoria, come molte altre analoghe, non ha alcun riscontro scientifico.